# Plymouth Fury

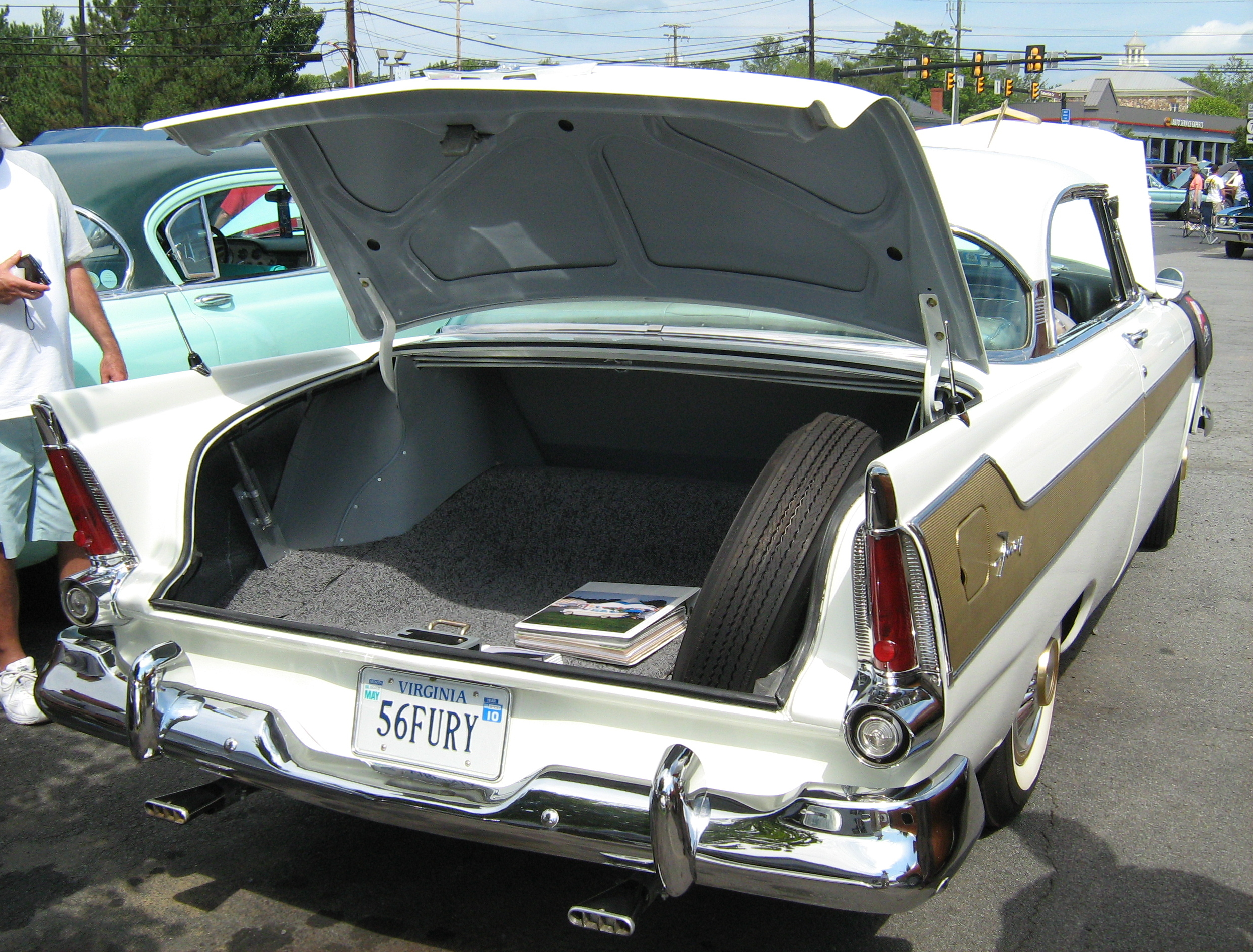
Plymouth Fury (1956) met grote vinnen

De Plymouth Fury was een model van het Amerikaanse automerk Plymouth dat werd gebouwd tussen 1956 en 1960.

## Geschiedenis
Bij Plymouth veranderde men de namen van de producten met grote regelmaat. Zo heette het paradepaard van de firma sinds 1956 Fury. Zoals de meeste Amerikanen uit die tijd stonden er grote vinnen op de achterspatborden. De strijd om de sterke motoren was nog niet voorbij en zo kon men in de Fury de furieuze Golden-Commando-motor bestellen. Opmerkelijk waren de voorstoelen die bij het openen van de portieren naar buiten zwenkten. Vanaf 1960 werd de naam Fury niet meer gebruikt voor de originele sport sedans, maar voor de meest exclusieve lijn Plymouth's.
De opvolgers van het originele type Fury werden vanaf dat moment Sport Fury genoemd, echter zonder de grote vinnen achter.

## Specificaties
| Stijl:                                           | coach, sedan, stationcar, coupé en cabriolet. |
| Motor:                                           | 5212/5917 ccV8.                               |
| Vermogen:                                        | 230 pk bij 4400 RPM/310 pk bij 4600 RPM       |
| Topsnelheid:                                     | 160-190 km/u                                  |
| Chassis:                                         | afzonderlijk chassis                          |
| Productiejaren:                                  | 1956-1960                                     |
| Productieaantal:                                 | 5303, 105.887 en 63.073                       |
| Geschatte prijs in matige-redelijke-goede staat: | €1588-€3857-€7260                             |

## Christine
In John Carpenter's verfilming van Stephen King's boek Christine wordt de rol van boosaardige auto vertolkt door een 1958 Plymouth Fury. Tijdens de opnames van de film werden meerdere versies van de Fury vernield, maar de meeste stuntauto's waren Plymouth Savoy en Belvedere modellen die werden aangepast om op een Fury te lijken.
Recente modellen:
Acclaim ·
Breeze ·
Colt ·
Horizon ·
Laser · 
Neon · 
Prowler · 
Sundance ·
Voyager/Grand Voyager
Historische modellen na de Tweede Wereldoorlog:
Arrow ·
Arrow Truck ·
Barracuda ·
Belvedere ·
Caravelle ·
Cambridge ·
Champ ·
Conquest ·
Cranbrook ·
Cricket ·
Duster ·
Fury ·
Gran Fury ·
GTX ·
Plaza ·
Reliant ·
Road Runner ·
Sapporo ·
Satellite ·
Savoy ·
Scamp ·
Suburban ·
Superbird ·
TC3 ·
Trailduster ·
Turismo ·
Valiant ·
VIP ·
Volaré
Historische modellen voor de Tweede Wereldoorlog:
Model Q ·
Model U ·
Model 30U ·
Model PA ·
Model PB ·
Standard (Model PC, PCXX, PG, PJ) ·
Deluxe (Model PD, PE, PJ, P2, P4, P6, P8, P10, P11, P11D, P14S) ·
Six (Model PF, PFXX) ·
Business (Model PJ, P1, P3, P5) ·
Roadking (Model P5, P7, P9) ·
Special Deluxe (Model P12, P14C) ·
Commercial Car (Model PT50, PT57, PT81, PT105, PT125)